# Quim Monzó

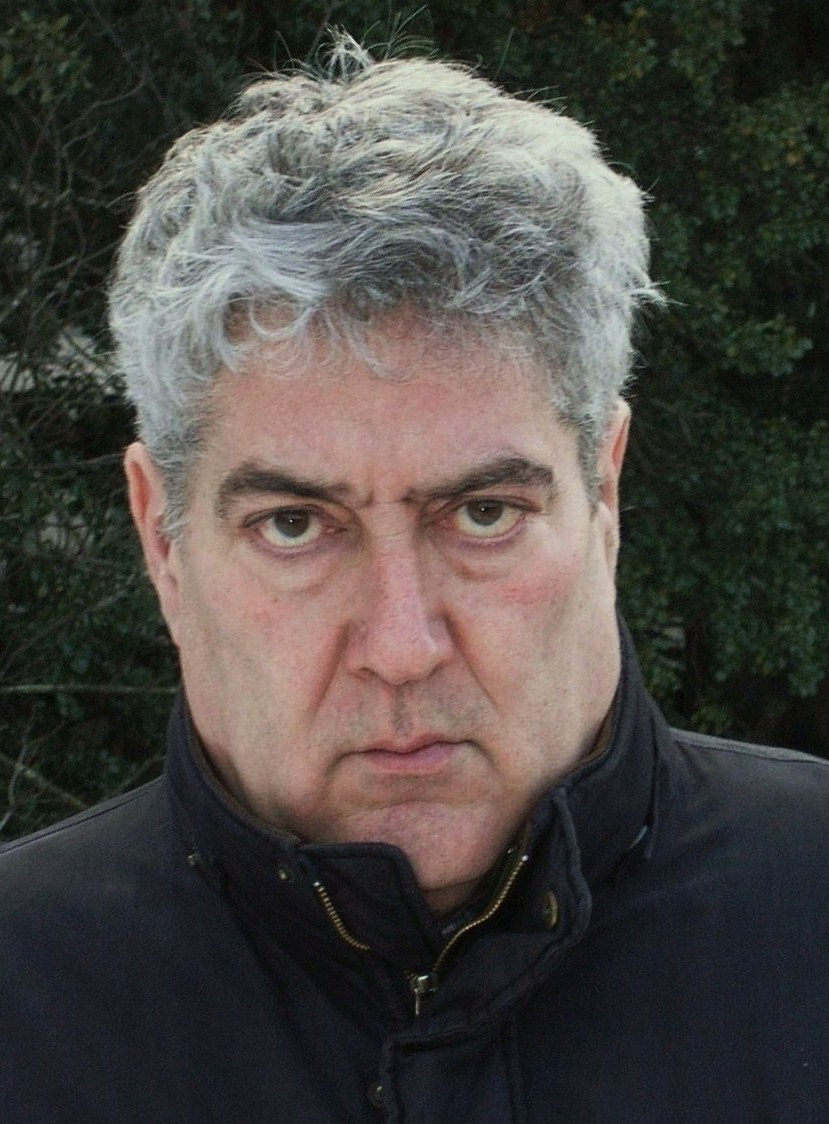
Quim Monzó

Joaquim Monzó i Gómez (ur. w 1952 roku, w Barcelonie, Hiszpania), znany jako Quim Monzó – hiszpański pisarz, tłumacz i dziennikarz. Zasadniczo tworzy w języku katalońskim, ale znane są też jego utwory w języku hiszpańskim.

## Życiorys
Studiował sztuki graficzne w l'Escola Massana w Barcelonie. Zaczął publikować reportaże na początku lat 70. Jego pierwsza powieść pojawiła się w 1976 roku. Rok 1982 spędził na stażu w Nowym Jorku. Wydał wiele nowel, opowiadań i zbiorów artykułów, które zostały przetłumaczone na ponad 20 języków i zdobyły wiele nagród literackich. Dzięki współpracy z Catalunya Ràdio, TV3 i RAC1 od lat 80. stał się jednym z najbardziej popularnych autorów katalońskich. Na początku lat 70. pisał reportaże z Wietnamu, Kambodży, Irlandii Północnej i Afryki Wschodniej w programie Tele/eXprés. Współpracował z wieloma dziennikami katalońskimi i hiszpańskimi, obecnie publikuje felietony w dzienniku La Vanguardia.
Razem z Cuca Canals napisał dialogi do filmu Jamón, jamón, reżyserowanego przez Bigas Luna. Napisał również sztukę teatralną El tango de Don Joan, wspólnie z Jérôme Savary.
W roku 2007 napisał i odczytał przemówienie inauguracyjne na Targach Książki we Frankfurcie, na które to zostali zaproszeni przedstawiciele kultury katalońskiej. Monzó napisał to oklaskiwane przemówienie w formie opowiadania, zupełnie inaczej niż dotychczas wygłaszane przemówienia.
Od grudnia 2009 do kwietnia 2010 w sali sztuki Santa Mònica w Barcelonie miała miejsce wystawa poświęcona jego życiu i twórczości.

## Twórczość
Monzó jest pisarzem, który łączy dwa zakresy: jeden, który możemy nazwać realistyczny i liryczny; drugi, fantastyczny i groteskowy. Tak jak Nabokow, Monzó ma tę zdolność, która mu pozwala desperacko grać słowami i zadającą ból stalową pikę, która przebija na wylot maskę swoich błyskotliwych facecji.

### Opowiadania po katalońsku
- L'udol del griso al caire de les clavegueres (1976). Nagroda Literacka Prudenci Bertrana 1976
- Self Service (1977). We współpracy z Biel Mesquida
- Uf, va dir ell (1978). ISBN 978-84-7727-384-4
- Olivetti, Moulinex, Chaffoteaux et Maury (1980). Nagroda Krytyki Złota Piła 1981. ISBN 978-84-7727-330-1
- Benzina (1983). ISBN 978-84-85704-37-8
- L'illa de Maians (1985). Nagroda Krytyki Złota Piła 1986. ISBN 978-84-7727-300-4
- La magnitud de la tragèdia (1989). Nagroda Powieści El Temps 1989. ISBN 978-84-7727-038-6
- El perquè de tot plegat (1993). Nagroda Miasta Barcelony 1993, Nagroda Krytyki Złota Piła 1994. ISBN 978-84-7727-305-9
- Guadalajara (1996). Nagroda Krytyki Złota Piła 1997. ISBN 978-84-7727-293-9
- Vuitanta-sis contes (1999). Literacka Nagroda Narodowa Katalonii 2000, Nagroda Złota Litera 2000. ISBN 978-84-7727-251-9
- El millor dels mons (2001). ISBN 978-84-7727-324-0
- Tres Nadals (2003). ISBN 978-84-7727-404-9
- Mil cretins (2007). Nagroda Marii Àngels Anglady 2008. ISBN 978-84-7727-176-5

### Zbiory artykułów po katalońsku
- El dia del senyor (1984). ISBN 978-84-85704-51-4
- Zzzzzzzz (1987). ISBN 978-84-7727-008-9
- La maleta turca (1990). ISBN 978-84-7727-053-9
- Hotel Intercontinental (1991). ISBN 978-84-7727-082-9
- No plantaré cap arbre (1994). ISBN 978-84-7727-132-1
- Del tot indefens davant dels hostils imperis alienígenes (1998). ISBN 978-84-7727-195-6
- Tot és mentida (2000). ISBN 978-84-7727-290-8
- El tema del tema (2003). ISBN 978-84-7727-385-1
- Catorze ciutats comptant-hi Brooklyn (2004). ISBN 978-84-7727-408-7
- Esplendor i glòria de la Internacional Papanates (2010). ISBN 978-84-7727-476-6
- Taula i barra. Diccionari de menjar i beure (2017). ISBN 978-84-16372-38-6

### Opowiadania po hiszpańsku
- Melocotón de manzana (1981). ISBN 978-84-339-1235-0
- Gasolina (1984). ISBN 978-84-339-0993-0
- La isla de Maians (1987). ISBN 978-84-339-1291-6
- La magnitud de la tragedia (1990). ISBN 978-84-339-1793-5
- El porqué de las cosas (1994). ISBN 978-84-339-0964-0
- Guadalajara (1997). ISBN 978-84-339-1055-4
- Ochenta y seis cuentos – Literacka Nagroda Narodowa Katalonii 2000, Nagroda Złota Litera 2000. (2001). ISBN 978-84-339-2478-0
- El mejor de los mundos (2002). ISBN 978-84-339-2496-4
- El tema del tema (2003). ISBN 978-84-95359-68-1
- Tres Navidades (2003). ISBN 978-84-96136-32-8
- Catorce ciudades contando Brooklyn (2004). ISBN 978-84-96136-53-3
- Splassshf (2004). ISBN 84-672-0793-0
- Mil cretinos (2008). ISBN 978-84-339-7168-5

### Zbiory artykułów po hiszpańsku
- El tema del tema (2003). ISBN 84-95359-68-5
- Catorce ciudades contando Brooklyn (2004). ISBN 84-96136-53-1
- Esplendor y gloria de la Internacional Papanatas (2010). ISBN 978-84-92649-33-4

## Nagrody
- Literacka Nagroda Narodowa
- Nagroda Miasta Barcelony w dziedzinie opowiadań
- Nagroda Prudenci Bertrana w dziedzinie powieści
- Nagroda El Temps w dziedzinie powieści
- Nagroda Lletra d'Or
- Nagroda Pisarzy Katalońskich
- Nagroda Maria Àngels Anglada
- Nagroda Trajectòria
- Cztery razy Nagroda Krytyki, którą przyznaje Serra d'Or